# Clean (album)
Clean is het debuutalbum van de Amsterdamse band Caesar uit 1996.

## Opnamen
In 1995 was Caesar een van de vijf eerste bands op het Nothing sucks like Electrolux label van Frans Hagenaars en Ferry Roseboom. Toen het label in 1996 werd omgedoopt tot Excelsior Recordings was Caesar de eerste band die gevraagd werd een album op het label uit te brengen.
Op 3 juni 1996 was het album de allereerste uitgave van Excelsior Recordings. Als eerste single werd gekozen voor het, door Marit de Loos gezongen, Firefly, dat werd uitgegeven als vinylsingle met een gelimiteerde oplage van 200 stuks. Het nummer werd opgepikt door diverse radiostations en verscheen op een Nieuw Nederlands Peil promotie-cd. In juli werd No reply gekozen als tweede single.
Ondanks het feit dat het album niet direct grote verkopen kende, is het album, gedurende de lange carrière van Caesar uitverkocht geraakt. Er is geen herpersing gekomen van het album.

## Muzikanten
- Roald van Oosten - zang en gitaar
- Sem Bakker - basgitaar en zang
- Marit de Loos - drums en zang

## Tracklist
1. No reply
2. Mistaken
3. Firefly
4. I don't know you
5. Happy
6. In your eyes
7. Ocean sounds
8. Everybody knows
9. Sad boy Sam
10. Hardest time
11. Rocket
12. Sore spots
13. Hey day
14. This cannibal

Alle nummers op de plaat zijn geschreven door Caesar.